# 索诺马谷

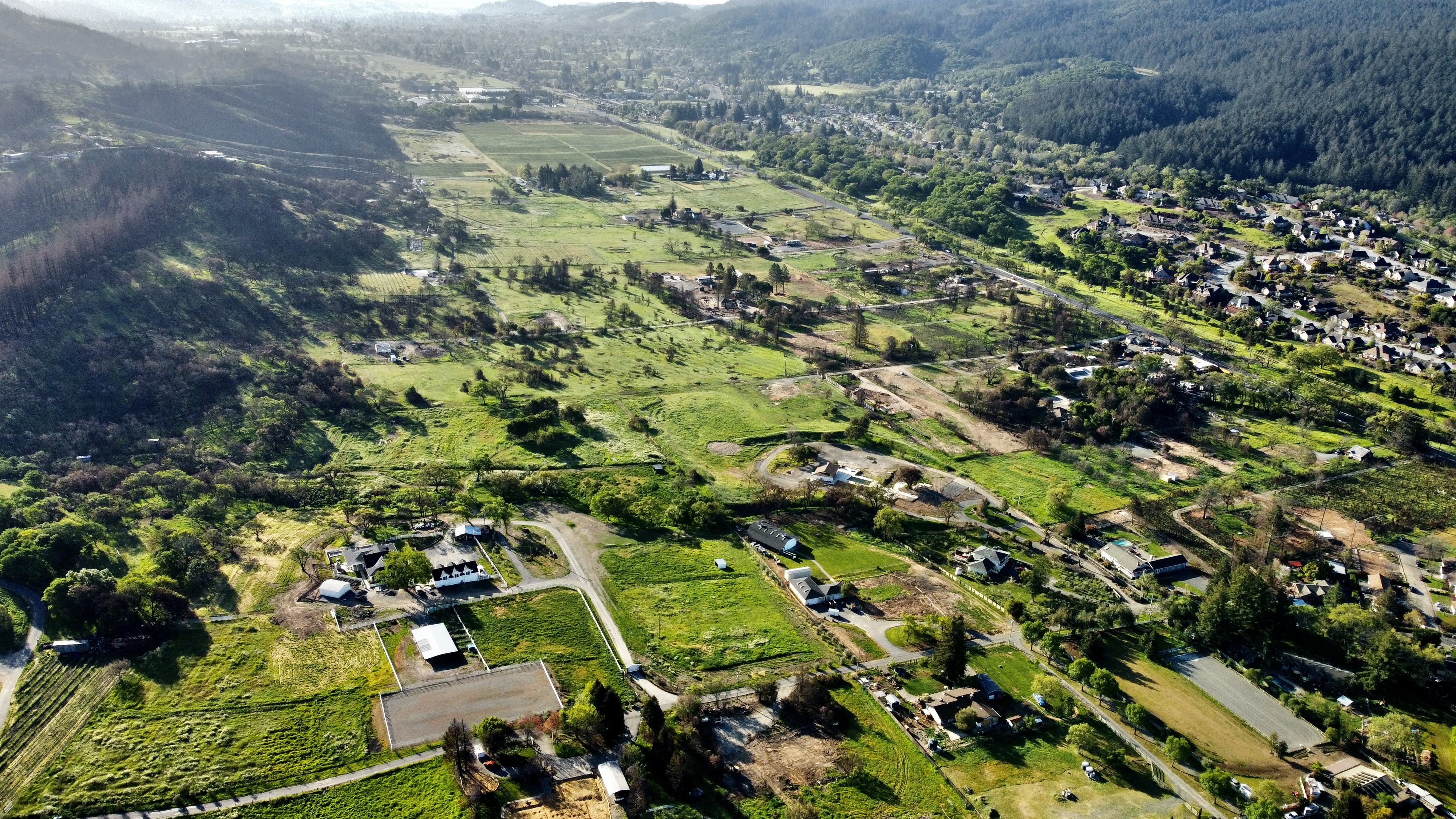
索诺马谷

索诺玛谷（英語：Sonoma Valley），是位于美國加利福尼亚州索诺玛县东南部旧金山湾区的一个山谷。该山谷是加利福尼亚葡萄酒业的发源地，这里有加州最早的葡萄园和酒厂。Windows XP默认壁纸就是在此地拍攝。